# NGC 445
NGC 445 is een lensvormig sterrenstelsel in het sterrenbeeld Walvis. Het hemelobject ligt ongeveer 515 miljoen lichtjaar van de Aarde verwijderd en werd op 23 oktober 1864 ontdekt door de Duitse astronoom Albert Marth.

## Synoniemen
- PGC 4493
- ZWG 385.47